# Alexandra Fusai
Alexandra Fusai (Saint-Cloud, 22 de novembro de 1973) é uma ex-tenista profissional francesa.